# رمل وزبد
أصدر جبران كتابه «رمْلٌ وزَبَد» بالإنكليزية أواخر 1926، باثّاً فيه آراءه حول قضايا ومسائل إنسانية، بحِكَمٍ وأمثال (فاقت 300) بعد عرض لحكاية ألَّفها أو حدثٍ تصوَّره يعكس السُّلوك الفردي في العلاقات بين البشر، وجاءت بقالب الدَّعوة للتحلِّي بالأخلاق الفاضلة وتكريس ثقافة التَّسامح والمحبَّة، ما اعتبره دارسو جبران نماذج عن صوفيَّته وطوباويَّته.

## وصلات خارجية
- آراء القراء حول كتاب رمل وزبد  على موقع أبجد